# Antigone (Sofokles)
|  | Denne artikel handler om Sofokles tragedie. For den mytologiske figur, se Antigone (mytologi) |
Antigone (græsk: Ἀντιγόνη) er en tragedie skrevet før 441 f.Kr. af Sofokles. Den er kronologisk set det 3. ud af De Tre Thebiske Stykker. 
Den handler om striden mellem Kong Kreon og Antigone, et af Ødipus' børn. Efter Ødipus' død tager hans søn Eteokles magten over Theben og forviser sin bror Polyneikes. Denne vender tilbage med en hær for at styrte Eteokles, og brødrene tager livet af hinanden i kamp. Deres onkel, Kreon, bliver den nye konge og forbyder, at forræderen Polyneikes begraves (Grækerne troede på, at man ikke kunne fortsætte til Hades, med mindre man var blevet begravet). Her starter tragedien om Antigone, der går imod kongens lov for at følge en højere lov. Guderne siger nemlig, at de døde skal begraves. Tragedien ender, som ofte i de græske dramaer, med død og ulykke på alle sider.
Franskmanden Jean Anouilh skrev i 1942 under Frankrigs besættelse en ny version af Antigone.